# Pontia sisymbrii
Espèce
Pontia sisymbrii est une espèce d'insectes lépidoptères (papillons) de la famille des Pieridae, de la sous-famille des Pierinae et du genre Pontia.

## Dénomination
Pontia sisymbrii a été nommé par Jean-Baptiste Alphonse Dechauffour de Boisduval en 1852.
Synonyme : Pieris sisymbrii Boisduval, 1852.

### Noms vernaculaires
Pontia sisymbrii se nomme Spring White ou California White ou Colorado White en anglais.

### Sous-espèces
- Pontia sisymbrii sisymbrii en Californie et Arizona.
- Pontia sisymbrii elivata (Barnes et Benjamin, 1926)
- Pontia sisymbrii flavitincta (Comstock, 1924)
- Pontia sisymbrii nigravenosa (Austin et Emmel, vers 2003)
- Pontia sisymbrii transversa Holland, 1995 au Mexique au Texas et au Nouveau-Mexique[1].

## Description
Ce petit papillon blanc (son envergure varie de30 à 45 mm) blanc crème marqué de veines grises sur le dessus, avec une tache discoïdale noire et étroite à l'aile antérieure. Le revers est de couleur crème jaune avec les veines des ailes postérieures grises pouvant être soulignées vert,.

## Chenille

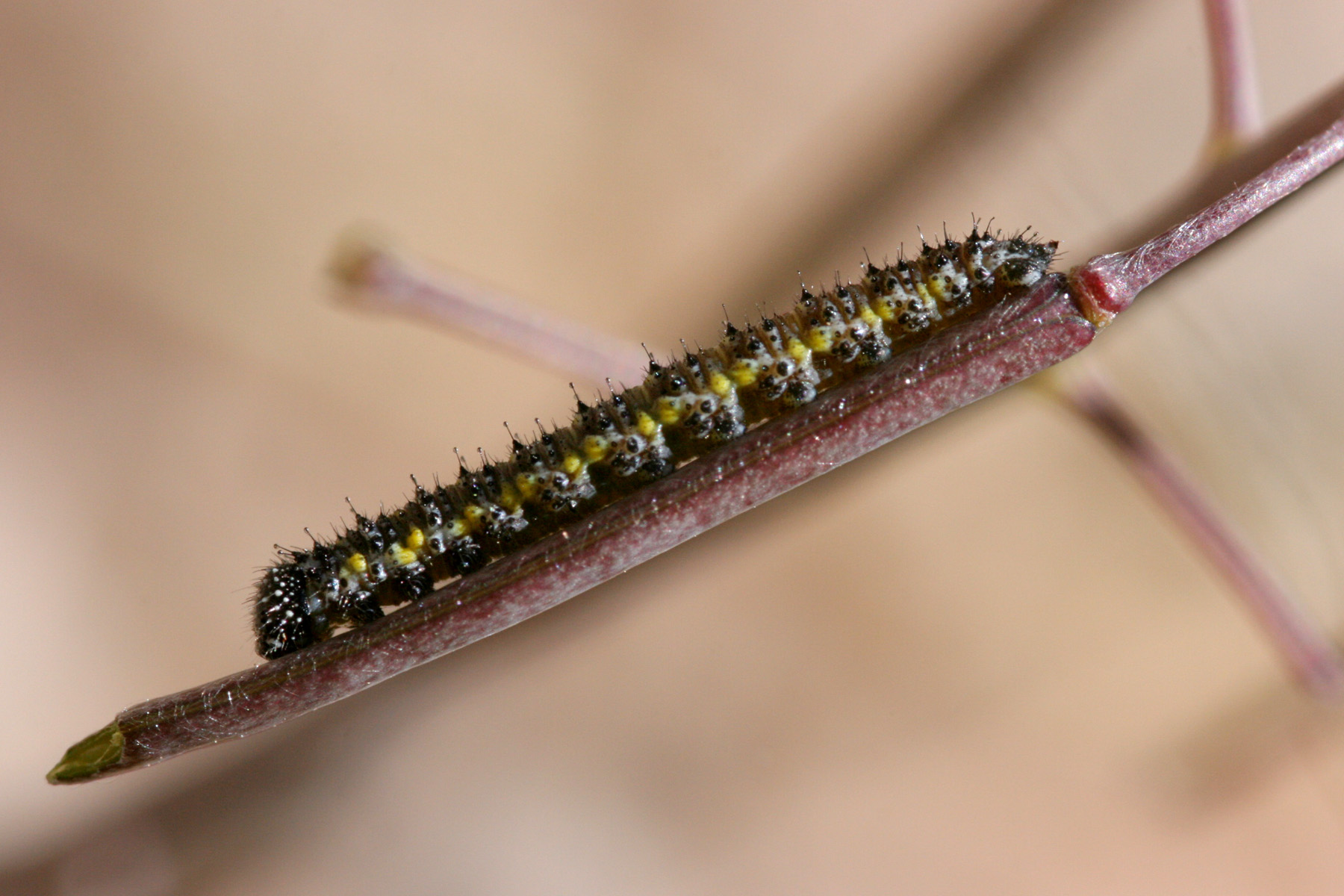
Chenille de Pontia sisymbrii.

La chenille, de couleur jaune, est ornée sur les flancs d'une étroite ligne noire.

## Biologie

### Période de vol et hivernation
L'imago vole en une génération de février à  juillet, en mai juin au Canada,.
Il hiverne au stade nymphal dans sa chrysalide.

### Plantes hôtes
Les plantes hôtes de sa chenille sont nombreuses : Arabis (Arabis glabra, Arabis furcata, Arabis holboelli), Sisymbrium altissimum, Cruciferae, Caulanthus, Streptanthus.

## Écologie et distribution
Il est présent dans tout l'ouest et le sud-ouest de l'Amérique du Nord, de la Colombie-Britannique au Canada au Mexique.
Aux États-Unis, il est présent dans tout l'ouest jusqu'à l'ouest du Dakota du Nord, du Dakota du Sud, du Nebraska, le Colorado et le Nouveau-Mexique.

### Biotope
Il réside sur les versants secs des montagnes et dans les canyons.

## Protection
Pas de statut de protection particulier.

### Liens taxonomiques
- (en) Tree of Life Web Project : Pontia sisymbrii
- (en) Catalogue of Life : Pontia sisymbrii (Boisduval, 1852) (consulté le 18 décembre 2020)
- (fr + en) ITIS : Pontia sisymbrii  (Boisduval, 1852)
- (en) NCBI : Pontia sisymbrii (taxons inclus)